# Cryptocarya guianensis
Cryptocarya guianensis là loài thực vật có hoa trong họ Nguyệt quế. Loài này được Meisn. miêu tả khoa học đầu tiên năm 1864.